# Picadura de abeja
Una picadura de abeja es una lesión causada por el aguijón de una abeja hembra. Los síntomas incluyen un dolor agudo seguido de enrojecimiento, hinchazón y picazón. Durante el día siguiente se puede formar una ampolla y el área de enrojecimiento puede expandirse durante 3 días. Esto generalmente es seguido por una mejora en horas o días. En más del 90% de los casos solo ocurre una reacción local; mientras que hasta en un 9% se presentan síntomas difusos. Las complicaciones pueden incluir anafilaxia. Una infección bacteriana secundaria es poco común.
Las abejas melíferas generalmente solo pican cuando están amenazadas, mientras que la abeja africanizada puede picar sin provocación. Por lo general, una abeja solo puede picar una vez. Es un tipo de picadura de himenópteros, junto con avispas, avispones y hormigas de fuego. El diagnóstico se basa en el historial de eventos.
La prevención incluye el uso de DEET. El tratamiento por lo general consiste en quitar el aguijón, la administración de analgésicos simples, aplicación de frío y antihistamínicos. El aguijón se quita mejor raspándolo con un objeto como una tarjeta de crédito. Las personas con reacciones graves pueden tratarse con epinefrina o corticosteroides. En aquellos con antecedentes de reacciones graves, se puede usar la inmunoterapia con veneno.
Las picaduras de abeja son relativamente comunes. Los niños se ven más comúnmente afectados que los adultos. Menos de 100 muertes ocurren al año en los Estados Unidos debido a picaduras de abejas, avispas y avispones; de los cuales el 80% ocurren en hombres. Hipócrates utilizó las picaduras de abeja alrededor del año 400 a. C. para reclamar beneficios para la salud.